# جينس جانس
جينس جانس (بالهولندية: Jens Janse)‏ (1 يوليو 1986 بفينلو في هولندا - ) هو لاعب كرة قدم هولندي في مركز الدفاع. شارك مع منتخب هولندا تحت 19 سنة لكرة القدم ومنتخب هولندا تحت 21 سنة لكرة القدم. أما مع النوادي، فقد لعب مع فيلم تو تيلبورغ ونادي ترنانا ونادي دينامو تبليسي ونادي قرطبة وناك بريدا.

## وصلات خارجية
- جينس جانس على موقع الاتحاد الأوربي (الإنجليزية)
- جينس جانس على موقع قاعدة بيانات كرة القدم.إي يو (الإنجليزية)
- جينس جانس على موقع Soccerway.com (الإنجليزية)
- جينس جانس على موقع عالم كرة القدم.نت (الإنجليزية)
- جينس جانس على موقع AS.com (الإسبانية)